# ژانگ دچانگ
ژانگ دچانگ (انگلیسی: Zhang Dechang؛ زادهٔ ۲۳ اوت ۱۹۷۸) قایقران روئینگ زن اهل چین است.